# Lena Frölander-Ulf
Lena Frölander-Ulf, född 1976, är en finlandssvensk barnboksförfattare och illustratör som bor och arbetar i Helsingfors, hon är gift med författaren Kjell Westö. Frölander-Ulf skriver främst på svenska men också på finska. Frölander-Ulfs första bilderbok, Sagan om prinsessan Bulleribång, skriven i samarbete med författaren Hannele Mikaela Taivassalo, utkom 2006. 
Bilderboken Jag, Fidel och skogen nominerades till tre utmärkelser: Toisinkoinen 2016, Finlandia Junior 2016 och Runeberg Junior-priset 2017. Samarbetet med Sanna Tahvanainen Kurre Snobb och popcornen (Schildts&Söderströms 2017) nominerades för Runeberg Junior. Kapitelboken Nelson Tigertass belönades 2019 med  Arvid Lydecken-priset. Rafsa Vildpäls nominerades till Runeberg Junior-priset.

## Teaterpjäser
- Pussas på riktigt, pjäs för Teater Taimine, 2017